# تیروپاتی
تیروپاتی
شهر تیروپاتی (به انگلیسی: Tirupati) با جمعیت ۲۷۶٫۲۰۳ نفر در ایالت آندرا پرادش در کشور هند واقع شده‌است.